# 世界痛快伝説!!運命のダダダダーン!
『世界痛快伝説!!運命のダダダダーン!』（せかいつうかいでんせつ!!うんめいのダダダダーン!）は、2000年10月20日から2003年3月21日まで、テレビ朝日系列で放送されていたクイズバラエティ番組である。朝日放送（ABC）とテレコムスタッフの共同制作。放送時間は毎週金曜21:00 - 21:54（JST、※2001年9月までは20:54 - 21:48）。全110回

## 番組概要
毎週1つのテーマに基づき、世界で信じられない・仰天な出来事から出題されるクイズ番組である。出題される問題は全3問。
2003年4月に放送時間を毎週火曜20時に移動し、番組タイトルも『世界痛快伝説!!運命のダダダダーン!Z』へ変更された。
かつて、テレビ朝日でも日曜12:00 - 12:55に本番組の再放送が行われ、その際は12:00から13:55まで3番組連続でABC制作の番組が放送された。
司会の三宅は同じ金曜21時台に『驚きももの木20世紀』を担当しており、1年の間をおいて当該枠に復帰した。

## 出演者

### 司会
- 三宅裕司
- 加藤明子（朝日放送アナウンサー） - 2000年10月20日 - 2002年9月13日
- 中島知子（オセロ） - 2002年10月11日 - 2003年3月21日

### 主な解答者
- 伊東四朗
- 恵俊彰
- 神田うの
- YOU
- 酒井彩名
- オダギリジョー
- 加賀まりこ

### ナレーター
- 杉本るみ
- 垂木勉

## ネット局
- 朝日放送テレビ
- 北海道テレビ
- 青森朝日放送
- 秋田朝日放送
- 岩手朝日テレビ
- 山形テレビ
- 東日本放送
- 福島放送
- テレビ朝日
- 新潟テレビ21
- 長野朝日放送
- 静岡朝日テレビ
- 名古屋テレビ放送
- 北陸朝日放送
- 日本海テレビ
- 瀬戸内海放送
- 広島ホームテレビ
- 山口朝日放送
- 愛媛朝日テレビ
- 九州朝日放送
- 長崎文化放送
- 大分朝日放送
- 熊本朝日放送
- 鹿児島放送
- 琉球朝日放送

## スタッフ
- スタジオ構成：飯田茉千子
- VTR構成：木村仁、新田英生、山名宏和、大辻民樹、司透（週替り）
- ブレーン：百田尚樹
- ロケ技術
  - 撮影：樋口辰男、山内剛、杉下光二、長谷部雅治、佐々木秀夫、田中秀幸、杉中敏行、志村秦史、森原裕二、植松昌美、高野正視、川端智、桜田仁、佐久間新二、稲葉達也、縄田浩太郎、原正美、織笠孝治、遠藤美彦、杉山紀行、植木邦久、成田伸二、小田原武、池森光司、小林靖、赤平勉、天坂恵一、岸田将生、田中澄雄、荻原成王、谷基彦、大橋正尚、中野正美、川口佳樹（週替り）
  - VE：ワサンタ・グナティラカ、両角昇、平金聡一郎、樫山典寿、島田一、松田悟哉、松浦弘二、村田直美（村田→以前は、音声）、飛田哲、小笠直樹、大橋正尚、上保好則、善方光一（善方→以前は、音声）、平田雅一、井手俊男、川崎恭子、西根妙子、橋本和幸、西本正巳、川口和也、田辺公一、松田信哉、遠藤雅也、加藤貴之、野口浩幸、板倉智子、宮武亜伊、神田陽子、井上裕、久松良介（週替り）
  - CA：森威宏（不定期）
  - 音声：草柳徹也、佐久間敏美、村岡弘規、大川和之、岩崎伸哉、倉井勇司、小倉博、奥山裕子（週替り）
  - 照明：小西俊雄、高橋勇、石田厚、磯野雅宏、須田道雄、吉岡辰沖、大沼静、後藤謙一、野村久数、森屋進、和泉陽子、蜂谷芳昭、北井哲男（週替り）
- スタジオ技術
  - 技術プロデュース：深谷高史
  - TD：遠山康之
  - CAM：横山政照
  - VE：宮澤利典、水野博道（週替り）
  - AUD：高橋幸則、本間祥吾（週替り）
  - LD：藤井梅雄
- TK：小宮高子
- 美術：柴田慎一郎（以前は、美術制作）
- デザイン：きくちまさと
- 美術進行：横守剛
- 大道具：松尾茂毅
- 装飾：内山勝博（一時離脱、復帰）
- マルチ：佐藤隆弘(広)（2001.3.9〜、5月頃から毎週）
- ヘアメイク：金具光恵（毎週）、木村まこと、アーツ、村山正広、村田美代子、小林幸子（週替り）
- EED：宮森善治（毎週）、伊部泰彦、高岩勇人、稲垣浩二、穂積進、鶴見早苗、関雄大、和田智昭、稲垣浩一、松崎猛、行木忍、望月洋之、佐藤良正（週替り）
- MA：山本英樹、大前智浩、飯野和義、田崎盛智、石川幸人、山口なおゆき、田中文明、杉山正、安河内隆文、下河辺靖恵、宮崎康志（週替り）
- 音効：大山豊（毎週）、塩屋吉絵、岡戸久幸（週替り）
- CGデザイン：ケネックジャパン
- CG：迫田弘志、有働武史（週替り）
- 協力：ABCリブラ、TMCレモンスタジオ他
- 映像協力：テレビ朝日、NHK、NHK情報ネットワーク他
- 美術協力：フジアール（毎週）、株式会社テレビ朝日クリエイト（不定期）
- 技術協力：権四郎、V-OUT、オムニバス・ジャパン、ICARO PRODUCTIONES、4DS、ティスマン・サービス、Cobra、GPA、TDKビデオセンター、STUDIO MIC.、インフ、池田屋、阿呍、View、札幌テレビハウス（週替り）、クリア、ニユーテレス、FLT、Japan Vistec、SPOT（毎週）
- リサーチ：T2ファージ、フルタイム、トマホーク（トマホーク→以前は、週替り）（毎週）
- 海外コーディーネート：吉川菜津・磯村介一・鈴木しおり（GPA）、藤原かすみ、イリス・フランク（IB&C）、マルティン・ヴァチュカージュ（TRIM）、Rinse koornstra、深作真紀（GA ZETA）、GALILEE PRODUCTION、藤井正夫、JORCE CASAL、SILVIA OLIVERS、JUAN PABLO MONDINI、MARANO ROSENDI、CLAUDIO BAJRAJ、田中島親、中西裕（THAI MIKASA）、LE DUO THANH、TOP SPIN、ケルノートシュレック（IB&C）、山本美和（GPA USA）、木村保恵・宇留田摩周（OFFICE KEI INC.）、Juha Laltlnen、Arturas BAUBLYS、山口美由紀（GAZETA）、tere-search、Marcom、岸田正史、MAYA LEMING（JAPAN AFRICA）、尾和義三郎（南米通信社）、佐々木端子、エテリ、中島由利子（JACTO GROUP）、山口葉子・ガービー・プリュンデル・小竹四朗・草谷麻子（YON'S Production）、森田佳代子（GALILEE PRODUCTION）、HELLO COMMUNICATIONS、KAMON PRODUCTIONS LTD.、BONSHOW,INC.、ダニエラ・カルレッティ（TELE・SEARCH(EUROPE)LTD.）、GPA、氏家美佐・平本香奈子（Media Nations）、マイケ・ファン・ススト（Mat Media Services）、武者としえ（ムシャプロ）、ガリレイプロダクション、ニュージャパントラベルS.A、信夫裕美、小森さよ子、嶋田優子、加門真理（KAMON PRODUCTIONS LTD）、KAOS ITALIA SRL、卯月潤（以前は、海外撮影）、坂本美和（MARCOM）、岸田将史（525プロダクション）、GAZETA、ドミニク・グリーン、525PRODUCTIONS、MARTIN VACARA、小林麗・西本義次（OFFICE KEI）、STUDIO PAW、MEDIA NATIONS、丸山達也・森部友彰（TOP SPIN）、成澤淑予・新井英昭（N.Z NETWORK）、高山あかね、中島正明（FoE Japan）、金戸靖子（BONSHOW,INC.）（週替り）
- 広報：梅村陽子（ABC）、黒川幸子（ABC）
- デスク：上野陽子
- 演出補：下田茂樹、奥田朋之、庄村美衣子、石川裕子、古川千絵里、中村誠二、志賀史征、長田克彦、深沢頼子、鈴木博久、南部亨児、中島織江、関浩一郎、渋谷伸介、鈴木拓也、河本剛史、前田聖志、本間大視（本間→以前は、毎週）、相川武史、宮川幸子、井上学、松澤和行、佐藤恭、小原雄太、田久保潤子、津田克久、太田英作、丸山尚志、大村肇、渡部修士、小山正博（週替り）
- 取材ディレクター：加藤秀章、生越明美、木村晋一、津坂健一、中城定雄、小関竜平、伊原律、稲垣哲也、三浦真司、街風建雄（津坂・小関・伊原・稲垣・街風→以前は、演出補）（週替り）
- ディレクター：佐久間務、角田誠二（角田→取材Dの回あり）、別府隆、丸山淳也(あつや)、丹治哲雄、上野潤也、風見昌弘、山田豊志、仲川陽介、熊井靖仁、吉田有志、伊東伸一郎、碓氷健史、澤地康弘、阿部核哉、鈴木信博、角田信夫、小林大剛（角田・小林→以前は、取材D）（週替り）
- 演出：坂本克仁（以前は、ディレクター）、鈴木コーイチ（テレコムスタッフ）、柴田昌彦（テレコムスタッフ、以前は、ディレクター）
- プロデューサー：奈良井正巳（ABC、2001.4.27〜、以前は、演出）、菊地俊一（テレコムスタッフ）、竹下やすし(寧)（テレコムスタッフ）、新井英文（アミューズ）（毎週）、堀脇慎志郎（WINSWIN）、黒木明紀（NON PRO）、藤井信一（effio、以前は、ディレクター）（不定期）
- チーフプロデューサー：石原康男（ABC）
- 制作協力：WINSWIN、effio(株式会社エフロ)、NON PRO（不定期）
- 制作：ABC、テレコムスタッフ、アミューズ

### 過去のスタッフ
- ロケ技術
  - ロケ美術：東京スタッフ（2001.5.4）
- スタジオ技術
  - 技術プロデュース：長滝淳子、森野憲俊（週替り）
- 美術進行：津留啓亮（1回のみ）、山下雅紀（2001.4〜5）、秋山真弥
- 大道具操作：下之門勝広（2001.3.9〜、5月頃から8月末まで毎週）、伊藤善起（2001.8.31〜2002.3）
- 音効：早川歩希（週替り）
- ヘアメイク：大口七魁（第1回のみ）
- CG：糸柳英郎
- リサーチ：高橋みほ（週替り）、神田丈（毎週）
- プロデューサー：今村俊昭（ABC、2000.10.20〜2001.5.18）、岩田潤（ABC、2000.10.20〜2002.3）、藤田和弥（ABC、2002.4〜11）